# Glendale (Arizona)
Pour les articles homonymes, voir Glendale.
Glendale est une ville de l'État de l'Arizona, située dans le comté de Maricopa, aux États-Unis. Glendale est une ville très résidentielle située dans le nord-ouest de la banlieue de Phoenix.

## Géographie
Coordonnées géographiques : 33° 34′ 51″ N, 112° 11′ 58″ O.
Selon le bureau du recensement des États-Unis, la superficie de Glendale est de 144,4 km2.

### Villes voisines
| Sun City        | Peoria   |         |
| El Mirage       | Glendale | Phoenix |
| Litchfield Park | Phoenix  | Phoenix |

## Démographie
Le recensement de l'an 2010 compte 226 721 habitants, soit une densité de 1 570 hab/km2.
| 1910  | 1920  | 1930  | 1940  | 1950  | 1960   |
| ----- | ----- | ----- | ----- | ----- | ------ |
| 1 000 | 2 737 | 3 665 | 4 855 | 8 179 | 15 893 |

| 1970   | 1980   | 1990    | 2000    | 2010    | - |
| ------ | ------ | ------- | ------- | ------- | - |
| 36 228 | 97 172 | 147 864 | 218 812 | 226 721 | - |

## Éducation et sports

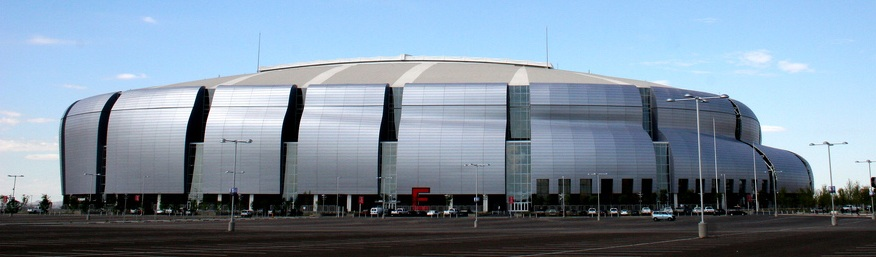
"Le State Farm Stadium, domicile des Arizona Cardinals, est un emblème architectural de Glendale, Arizona, connu pour son toit rétractable et son terrain mobile

Thunderbird - School of Global Management, une école de commerce située à Glendale, à côté de Phoenix en Arizona (États-Unis). Les étudiants de Thunderbird (plus communément T-birds) obtiennent leur MBA en finance, marketing, ou développement international,
La ville accueille la franchise de la NFL, des Cardinals de l'Arizona depuis 2006. Elle accueille aussi l'équipe des Coyotes de Phoenix de la Ligue nationale de hockey.
Trois Super Bowl ont eu lieu dans le State Farm Stadium. En 2008, le Super Bowl XLII qui oppose les Patriots de la Nouvelle-Angleterre contre les Giants de New York. Puis en 2015, le Super Bowl XLIX, avec une nouvelle fois les Patriots de la Nouvelle-Angleterre mais contre les Seahawks de Seattle. Pour finir en 2023, par le Super Bowl LVII qui vit la victoire des Chiefs de Kansas City contre les Eagles  de Philadelphie.
Le 28 mars 2010, la ville a accueilli WrestleMania XXVI, pay-per-view de la WWE et principal spectacle de lutte de l'année.

## Personnalités liés
- Jordan Capri (es) (1984), mannequin, pionnier des médias sociaux
- Alex Hammerstone (1991-), catcheur ;